# 坂東徹
坂東 徹（ばんどう とおる、1925年（大正14年）2月13日 - 2010年（平成22年）9月2日）は、日本の政治家。旭川市長、旭川市名誉市民。

## 経歴
北海道旭川市出身。坂東幸太郎の四男として生まれる。1945年（昭和20年）東京獣医畜産専門学校卒業。1948年（昭和23年）旭川市役所に奉職し3年間勤務後、旭川隣保会第三保育所長、敬生会老人ホーム敬生園長などを務め、1959年（昭和34年）に旭川市議会議員に当選。市議4期の間に、市議会副議長も務めた。1978年（昭和53年）に旭川市長に初当選。以降4期を務めた。クロスカントリースキー大会バーサーロペットジャパンを始めてスウェーデンと交流、1996年に同国の北極星勲章ナイトと勲三等旭日中綬章受章。1998年に旭川市の名誉市民となった
2010年9月2日午後4時30分、呼吸不全のため入院先の病院で死去、85歳。死没日をもって従四位に叙される。

## 親族
父は元衆議院議員、旭川市長の坂東幸太郎。